# Lipová, Bardejov
Lipová este o comună slovacă, aflată în districtul Bardejov din regiunea Prešov. Localitatea se află la altitudinea de 288 m deasupra n.m., se întinde pe o suprafață de 3,92 km2 și în 2017 număra 70 de locuitori. Se învecinează cu Rovné, Svidník, Mlynárovce, Kurima, Šašová și Ortuťová.

## Istoric
Localitatea Lipová este atestată documentar din 1567.

## Demografie
| An:                | 1994 | 2004   | 2014    | 2024   |
| ------------------ | ---- | ------ | ------- | ------ |
| Număr de persoane: | 104  | 94     | 81      | 83     |
| Diferență:         |      | −9,61% | −13,82% | +2,46% |

| An:                | 2023 | 2024   |
| ------------------ | ---- | ------ |
| Număr de persoane: | 81   | 83     |
| Diferență:         |      | +2,46% |